# Åkerpilört
Åkerpilört (Persicaria maculosa) är en ettårig krypande ört i familjen slideväxter. Blommorna är vitrosa och frukterna svarta. Till skillnad från vanlig pilört saknar åkerpilörten körtlar på axskaften och på bladens undersidor. Bladen har oftast en svart fläck på ovansidan. Åkerpilörten blommar från juli till oktober. Växten kan bli upp mot 60 cm lång och finns i hela södra Sverige på bland annat åkrar och längs vägar. Den är tämligen vanlig i hela Europa förutom de nordligaste områdena. Den förekommer även i västra Asien och har spritts till Nordamerika och Nya Zeeland av människan.

## Biologi

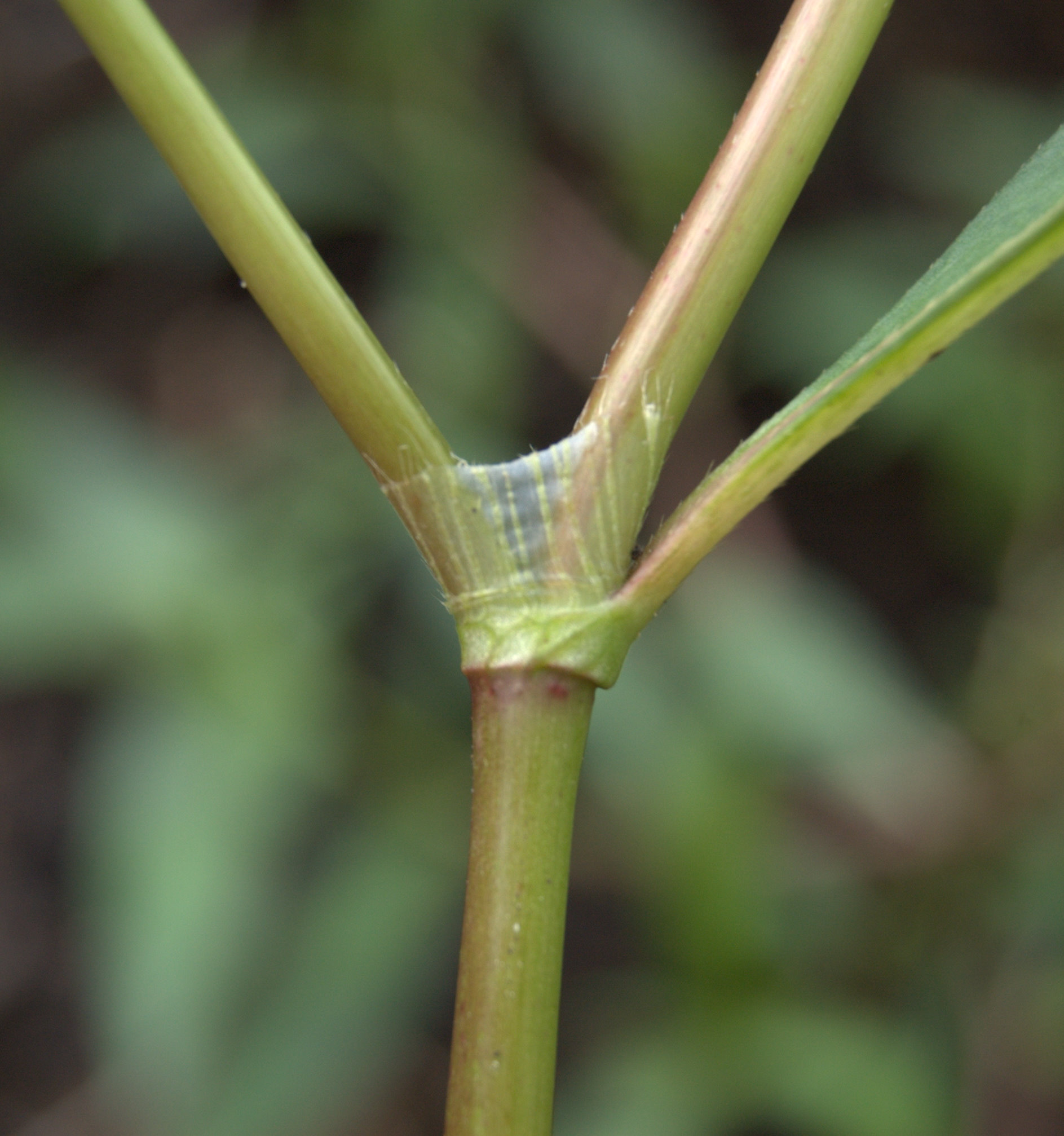
Åkerpilört har en stipelslida kring stammarna strax ovanför varje ledknut/förgrening.

Åkerpilört är ett sommarannuellt örtogräs som förökar sig med endast frön, vilka kan överleva i marken i över fem års tid. Den är allmänt förekommande i de sydsvenska jordbruksbyggderna. Den är särskilt besvärlig på mullrika, fukthållande och lätta jordar så som myrjordar. Som med andra sommarannueller uppträder problem främst hos vårsådda grödor och alldeles särskilt i potatis, vilka i regel odlas på lättare jordar.

## Bekämpning
Liksom med många andra fröförökade ogräs är en viktig åtgärd att undvika att bygga upp fröbanken. Detta kan göras genom att bereda en s.k. falsk såbädd eller genom minimal jordbearbetning då fröna istället dör på jordytan. Det är även fördelaktigt att minska mängden vårsådda grödor. Då åkerpilört trivs på surare jordar av myrtyp har även kalkning en viss effekt. Åkerpilört kan bekämpas kemiskt med hjälp av herbicider.